# Giải vô địch bóng đá nữ châu Đại Dương 1986
Giải vô địch bóng đá nữ châu Đại Dương 1986 là Giải vô địch bóng đá nữ châu Đại Dương thứ hai, diễn ra từ 29 tháng 3 tới 5 tháng 4 năm 1986.

## Vòng bảng
| Đội               | Tr | T | H | B | BT | BB | HS | Đ |
| ----------------- | -- | - | - | - | -- | -- | -- | - |
| Đài Bắc Trung Hoa | 3  | 3 | 0 | 0 | 4  | 1  | +3 | 6 |
| Úc                | 3  | 2 | 0 | 1 | 3  | 2  | +1 | 4 |
| New Zealand       | 3  | 1 | 0 | 2 | 3  | 3  | 0  | 2 |
| New Zealand B     | 3  | 0 | 0 | 3 | 1  | 5  | −4 | 0 |

| New Zealand B | 0 – 1 | Đài Bắc Trung Hoa |
| ------------- | ----- | ----------------- |
|               |       |                   |

| New Zealand | 0 – 1 | Úc |
| ----------- | ----- | -- |
|             |       |    |

| New Zealand | 0 – 1 | Úc |
| ----------- | ----- | -- |
|             |       |    |

| Đài Bắc Trung Hoa | 1 – 0 | Úc |
| ----------------- | ----- | -- |
|                   |       |    |

| New Zealand | 2 – 0 | New Zealand B |
| ----------- | ----- | ------------- |
|             |       |               |

| New Zealand B | 1 – 2 | Úc |
| ------------- | ----- | -- |
|               |       |    |

## Tranh hạng ba
| New Zealand       | 0 – 0 (s.h.p.) | New Zealand B |
| ----------------- | -------------- | ------------- |
|                   |                |               |
| Loạt sút luân lưu |                |               |
|                   | 3 – 1          |               |

## Chung kết
| Đài Bắc Trung Hoa | 4 – 1 | Úc |
| ----------------- | ----- | -- |
|                   |       |    |

| Vô địch Giải vô địch bóng đá nữ châu Đại Dương 1986 |
| --------------------------------------------------- |
| · Đài Bắc Trung Hoa · Lần thứ nhất                  |